# Débats Lincoln-Douglas
|                 |  |                    |
| Abraham Lincoln |  | Stephen A. Douglas |

Les débats Lincoln-Douglas sont une série de sept débats qui ont eu lieu en 1858 lors des élections sénatoriales de 1858-1859 entre le candidat républicain Abraham Lincoln, futur président des États-Unis, et le candidat démocrate Stephen A. Douglas.
Bien que battu de peu par Douglas, la couverture médiatique généralisée des débats a considérablement rehaussé le profil national de Lincoln, faisant de lui un candidat viable pour le parti républicain à la prochaine élection présidentielle de 1860.

## Sources
- (en) Cet article est partiellement ou en totalité issu de l’article de Wikipédia en anglais intitulé « Lincoln–Douglas debates » (voir la liste des auteurs).